# Chrystelle Labaude
Chrystelle Labaude est une actrice française, née le 15 avril 1959 à Boulogne-Billancourt (Seine).
Elle est notamment connue pour avoir tenu de 2006 à 2017 le rôle du commandant Nadia Angeli dans la série télévisée Section de recherches et pour son rôle d'Elisabeth Bastide dans la série Un si grand soleil qu'elle incarne depuis 2018.

## Biographie
Chrystelle Labaude naît le 15 avril 1959 à Boulogne-Billancourt (Seine), elle commence sa carrière en 1980 dans la mini-série Les Mystères de Paris. Elle décroche son premier rôle au cinéma en 1983 dans Garçon ! de Claude Sautet.
En 2006, elle obtient son premier grand rôle à la télévision en interprétant le capitaine, puis commandant, Nadia Angeli dans la série télévisée Section de recherches. En 2014, dans la huitième saison, elle est l'un des rares personnages à rester après le changement d'équipe et de décors (de Bordeaux à Nice). Elle quitte néanmoins la série en fin de saison 11 en 2017 car pour elle, son personnage n’avait plus sa place dans les intrigues.

## Filmographie

### Cinéma
- 1983 : Garçon ! de Claude Sautet : la mère de Gwendoline
- 1984 : Tir à vue de Marc Angelo
- 1985 : Les Nanas d'Annick Lanoë
- 1985 : L'Amour en douce d'Édouard Molinaro : la lesbienne
- 1985 : Le Cowboy de Georges Lautner
- 1989 : Un père et passe de Sébastien Grall
- 1992 : Après l'amour de Diane Kurys : Christine
- 1993 : Roulez jeunesse ! de Jacques Fansten : Betty
- 2005 : Écoute le temps d'Alanté Kavaïté : Madame Viel
- 2012 : Histoire belge, court-métrage de Myriam Donasis : la gynécologue
- 2014 : Irina, la mallette rouge de Bernard Mazauric : Fatima
- 2022 : Le cygne des héros de Claude Saussereau : la directrice d'école[3]

### Télévision

#### Téléfilms
- 1982 : Les Nerfs à vif d'Yves Ciampi
- 1990 : Duo de Claude Santelli
- 1992 : Mademoiselle Fifi ou Histoire de rire de Claude Santelli : Paméla
- 1992 : Jo et Milou de Josée Dayan : Josiane
- 1994 : La Bavure d'Alain Tasma : La maquilleuse
- 2002 : Les Sarments de la révolte de Christian François : Hélène Marsan
- 2003 : Un homme presque idéal de Christiane Lehérissey : Brigitte
- 2006 : Le Caprice des cigognes de Christiane Lehérissey : Nadine
- 2006 :  Intime conviction, (épisode 2 : Affaire Jean-Pierre Coffe) : Sophie Dravsky
- 2007 : Dombais et fils de Laurent Jaoui : Louise Chicot
- 2022 : Tous Inconnus  de Nicolas Hourès : Cadre TF1

#### Séries télévisées
- 1980 : Les Mystères de Paris (mini-série)
- 1985 : Les Enquêtes du commissaire Maigret (épisode Le Revolver de Maigret) : Georgette
- 1987 : French in Action (1 épisode) : concierge
- 1989 : Imogène (1 épisode)
- 1991 : Tribunal (6 épisodes) : Me Masson
- 1991 : Cas de divorce (10 épisodes) : Me Bardin
- 1994 : Highlander (1 épisode) : greffière
- 1997 : Un homme en colère (1 épisode) : Viviane
- 1998 : H (saison 1, épisode 7 « Une thérapie de couple » d'Édouard Molinaro) : la championne d'Europe de judo
- 2000 : Divorce (26 épisodes) : la présidente
- 2002 : Maigret (épisode : Maigret et le fou de Sainte Clotilde) : Janine
- 2003 : Sami (1 épisode) : Agathe Michaux
- 2005 : Alice Nevers : Le juge est une femme : Mince à mourir (saison 5 épisode 3) : Catherine
- 2006 - 2017 et 2022 : Section de recherches (saisons 1 à 11, invitée saison 15) : Capitaine puis Commandant Nadia Angeli
- 2007 : PJ (épisode Crise d’identité): Laura
- 2010 : Boulevard du Palais (1 épisode) : Mme Linhardt
- 2011 : Xanadu (2 épisodes) : Claire Beck
- 2014 : Nos chers voisins (épisode Un Noël presque parfait) : Mme Letaque, la proviseure de l'école de Marie-Camille
- 2016 : Camping Paradis (saison 7, épisode 6 Retrouvailles au camping) : Martine
- 2017 : Munch (épisodes 5 à 7) : Éliane Boyer, l'ex belle-mère de Clarisse
- Depuis 2018 : Un si grand soleil : Elisabeth Bastide
- 2019 : Nina, épisode La vie après réalisé par Éric Le Roux : Nicole
- 2020 : La garçonne, épisode 6 : Emilienne
- 2021 : Mensonges de Lionel Bailliu et Stéphanie Murat : Madame Ducazzi
- 2022 : Meurtres à Porquerolles : Mireille Canova

## Théâtre
- 1986 : Le Veilleur de nuit de Sacha Guitry, mise en scène Jacques Nerson
- 2001 : Monsieur chasse ! de Georges Feydeau, mise en scène Jean-Luc Moreau
- 2013-2014 : Mots d'excuse d'après Patrice Romain, adaptation et mise en scène Marc Rivière

## Doublage

### Cinéma

#### Films
- Joan Cusack dans :
  - Mr. Wrong (1996) : Inga Gunther
  - Just Married (ou presque) (1999) : Peggy Flemming
  - High Fidelity (2000) : Liz

- 1995 : White Man : Marsha Pinnock (Kelly Lynch)
- 1996 : Mesure d'urgence : Jodie Trammel (Sarah Jessica Parker)
- 1997 : Menteur, menteur : Miranda (Amanda Donohoe)
- 1997 : Speed 2 : Cap sur le danger : Annie Porter (Sandra Bullock)
- 1999 : Boys Don't Cry : Juliet Tisdel (Jeanetta Arnette)

### Films d'animation
- 2019 : Les Incognitos : Rose-Morose

### Télévision

#### Séries télévisées
- 1995 : Rex, chien flic : voix additionnelles